# Coupe du monde de Formule 3
La Coupe du monde de Formule 3 de la FIA (FIA Formula 3 World Cup) est une compétition de course automobile utilisant des monoplaces de Formule 3, organisé par la FIA.
Disputée en fin de saison, elle fait office de manche hors-championnat du Championnat de Formule 3 FIA et ne possède qu'un seul événement à son calendrier : le Grand Prix de Macao de Formule 3. 
Cette compétition a révélé beaucoup de jeunes pilotes talentueux qui ont ensuite atteint la Formule 1 tels que Michael Schumacher, Mika Häkkinen ou Ayrton Senna. 

## Palmarès
| Année     | Vainqueur                                                        | Pays                                                             | Voiture - moteur                                                 | Résultats                                                        |
| --------- | ---------------------------------------------------------------- | ---------------------------------------------------------------- | ---------------------------------------------------------------- | ---------------------------------------------------------------- |
| 1983      | Ayrton Senna                                                     | Brésil                                                           | Ralt-Toyota                                                      | Résultats                                                        |
| 1984      | John Nielsen                                                     | Danemark                                                         | Ralt-Volkswagen                                                  | Résultats                                                        |
| 1985      | Mauricio Gugelmin                                                | Brésil                                                           | Ralt-Volkswagen                                                  | Résultats                                                        |
| 1986      | Andy Wallace                                                     | Royaume-Uni                                                      | Reynard-Volkswagen                                               | Résultats                                                        |
| 1987      | Martin Donnelly                                                  | Royaume-Uni                                                      | Ralt-Toyota                                                      | Résultats                                                        |
| 1988      | Enrico Bertaggia                                                 | Italie                                                           | Dallara-Alfa Romeo                                               | Résultats                                                        |
| 1989      | David Brabham                                                    | Australie                                                        | Ralt-Volkswagen                                                  | Résultats                                                        |
| 1990      | Michael Schumacher                                               | Allemagne                                                        | Reynard-Volkswagen                                               | Résultats                                                        |
| 1991      | David Coulthard                                                  | Royaume-Uni                                                      | Ralt-Honda Mugen                                                 | Résultats                                                        |
| 1992      | Rickard Rydell                                                   | Suède                                                            | TOM'S-Toyota                                                     | Résultats                                                        |
| 1993      | Jörg Müller                                                      | Allemagne                                                        | Dallara-Fiat Novamotor                                           | Résultats                                                        |
| 1994      | Sascha Maassen                                                   | Allemagne                                                        | Dallara-Opel Spiess                                              | Résultats                                                        |
| 1995      | Ralf Schumacher                                                  | Allemagne                                                        | Dallara-Opel Spiess                                              | Résultats                                                        |
| 1996      | Ralph Firman                                                     | Irlande                                                          | Dallara-Honda Mugen                                              | Résultats                                                        |
| 1997      | Soheil Ayari                                                     | France                                                           | Dallara-Opel Spiess                                              | Résultats                                                        |
| 1998      | Peter Dumbreck                                                   | Royaume-Uni                                                      | Dallara-Toyota TOM'S                                             | Résultats                                                        |
| 1999      | Darren Manning                                                   | Royaume-Uni                                                      | Dallara-Toyota TOM'S                                             | Résultats                                                        |
| 2000      | André Couto                                                      | Macao                                                            | Dallara-Opel Spiess                                              | Résultats                                                        |
| 2001      | Benoît Tréluyer                                                  | France                                                           | Dallara-Honda Mugen                                              | Résultats                                                        |
| 2002      | Tristan Gommendy                                                 | France                                                           | Dallara-Renault Sodemo                                           | Résultats                                                        |
| 2003      | Nicolas Lapierre                                                 | France                                                           | Dallara-Renault Sodemo                                           | Résultats                                                        |
| 2004      | Alexandre Prémat                                                 | France                                                           | Dallara-Mercedes HWA                                             | Résultats                                                        |
| 2005      | Lucas di Grassi                                                  | Brésil                                                           | Dallara-Mercedes HWA                                             | Résultats                                                        |
| 2006      | Mike Conway                                                      | Royaume-Uni                                                      | Dallara-Mercedes HWA                                             | Résultats                                                        |
| 2007      | Oliver Jarvis                                                    | Royaume-Uni                                                      | Dallara-Toyota TOM'S                                             | Résultats                                                        |
| 2008      | Keisuke Kunimoto                                                 | Japon                                                            | Dallara-Toyota TOM'S                                             | Résultats                                                        |
| 2009      | Edoardo Mortara                                                  | Italie                                                           | Dallara-Volkswagen                                               | Résultats                                                        |
| 2010      | Edoardo Mortara                                                  | Italie                                                           | Dallara-Volkswagen                                               | Résultats                                                        |
| 2011      | Daniel Juncadella                                                | Espagne                                                          | Dallara-Mercedes HWA                                             | Résultats                                                        |
| 2012      | António Félix da Costa                                           | Portugal                                                         | Dallara-Volkswagen                                               | Résultats                                                        |
| 2013      | Alex Lynn                                                        | Royaume-Uni                                                      | Dallara-Mercedes                                                 | Résultats                                                        |
| 2014      | Felix Rosenqvist                                                 | Suède                                                            | Dallara-Mercedes                                                 | Résultats                                                        |
| 2015      | Felix Rosenqvist                                                 | Suède                                                            | Dallara-Mercedes                                                 | Résultats                                                        |
| 2016      | António Félix da Costa                                           | Portugal                                                         | Dallara-Volkswagen                                               | Résultats                                                        |
| 2017      | Daniel Ticktum                                                   | Royaume-Uni                                                      | Dallara-Volkswagen                                               | Résultats                                                        |
| 2018      | Daniel Ticktum                                                   | Royaume-Uni                                                      | Dallara-Volkswagen                                               | Résultats                                                        |
| 2019      | Richard Verschoor                                                | Pays-Bas                                                         | Dallara-Mecachrome                                               | Résultats                                                        |
| 2020-2022 | Course de Formule 3 annulé à la suite de la pandémie de Covid-19 | Course de Formule 3 annulé à la suite de la pandémie de Covid-19 | Course de Formule 3 annulé à la suite de la pandémie de Covid-19 | Course de Formule 3 annulé à la suite de la pandémie de Covid-19 |
| 2023      | Luke Browning                                                    | Royaume-Uni                                                      | Dallara-Mecachrome                                               | Résultats                                                        |